# Avrilly (Orne)
Avrilly é uma comuna francesa na região administrativa da Normandia, no departamento de Orne. Estende-se por uma área de 5,5 km². Em 2010 a comuna tinha 109 habitantes (densidade: 19,8 hab./km²).